# Татјана Шојић
Татјана Шојић (Сарајево, 9. април 1964) је босанскохерцеговачка и српска филмска и позоришна глумица.

## Биографија
Након завршене Прве гимназије у родном граду, уписала је Ветеринарски факултет јер је била убеђена да ће јој за глуму требати добра веза. Ипак, 1984. године, уписује Академију за сценску умјетност у Сарајеву. После дипломирања запослила се на Академији као асистент професора Ненада Диздаревића, у чијој класи је и завршила глуму. Сa њом у класи било је неколико добрих глумаца, међу којима су Небојша Кундачина и Бранко Ђурић Ђуро.
Током рата у БиХ, Тања се склонила у Праг, а у Сарајево се вратила 1996. године, по завршетку сукоба и тада почиње да ради у Камерном театру 55.
Била је удата за популарног босанско-херцеговачког глумца Жана Маролта, који је преминуо 2009. године. Татјана и Жан заједно су глумили у неколико остварења, укључујући и серију Луд, збуњен, нормалан као и представе Буба у уху и Умри мушки.

## Улоге
| Год.       | Назив                                     | Улога                |
| ---------- | ----------------------------------------- | -------------------- |
| 1990.-те   |                                           |                      |
| 1993.      | Метла без дршке (ТВ серија)               |                      |
| 2000.-те   |                                           |                      |
| 2002.      | Септембар 11. (ТВ)                        | Ханка                |
| 2003.      | Преправка (ТВ)                            | Најављивачица        |
| 2004.      | Црна хроника (ТВ серија)                  | Душица               |
| 2005.      | Добро уштимани мртваци (ТВ)               | Мерима Куцук         |
| 2006.      | Наша мала клиника (ТВ серија)             | Портирка Вера Верица |
| 2006-2007. | Тата и зетови (ТВ серија)                 | Индира Бошњак        |
| 2007-2020. | Луд, збуњен, нормалан (ТВ серија)         | Марија               |
| 2007.      | Теах (ТВ)                                 |                      |
| 2008.      | Печат (ТВ серија)                         | Жена у црном         |
| 2009.      | Кућни љубимци (ТВ серија)                 | Ена                  |
| 2010.      | Јасмина (ТВ)                              | Докторица 2          |
| 2010.      | Белведере (ТВ)                            | Судиница             |
| 2010.      | Како је Илија Ладин предавао немачки (ТВ) |                      |
| 2011.      | Два смо света различита (ТВ серија)       | Ана                  |
| 2011.      | Акумулатор (ТВ)                           | Жена                 |
| 2010.-те   |                                           |                      |
| 2013-2014. | Криза средњих година (ТВ серија)          | Нина                 |
| 2014.      | Откуп (ТВ)                                | Олга                 |
| 2015.      | Сабина К.                                 | Милка                |
| 2020.      | Дрим тим (ТВ серија)                      | Цига                 |